# Джена Джеймисън
Джена Джеймисън (на английски: Jenna Jameson) е артистичен псевдоним на Дженифър Мари Масоли (Jenna Marie Massoli) – американска порнографска актриса, модел, писателка и бизнесдама.
Наричана е „Кралицата на порното“ и е определяна като най-известния порнографски изпълнител в света.

## Ранен живот
Родена е на 9 април 1974 г. в Лас Вегас.
Дъщеря е на полицай и стриптизьорка.
На 16 години започва да танцува в стриптийз клубове под фалшива самоличност.

## Кариера
Започва кариерата си като стриптизьорка, а във филми започва да се снима през 1993 г. Три години по-късно печели наградите за най-обещаваща актриса на трите главни асоциации на порноиндустрията. Спечелила е повече от 20 престижни порно награди, между които и наградата Hot d'Or.
През 1996 г. печели наградите на AVN за най-добра нова звезда и за най-добра актриса, с което става първата изпълнителка в историята на наградите, която получава тези две отличия в една и съща година.
През 2000 г. основава собствена развлекателна компания, „Клуб Джена“, която първоначално поддържа личния ѝ сайт, а към 2001 г. започва да менажира други порноактриси и да продуцира филми. Първият ѝ филм „Briana Loves Jenna“ (с Бриана Банкс) e отличен като най-продаваното порнографско заглавие за 2002 г. Към 2005 г. приходите на Джеймисън надхвърлят 30 млн. долара.
Обявява края на кариерата си като актриса в порноиндустрията по време на наградите на AVN през 2008 г.
През 2014 г. води церемонията по връчване на наградите XBIZ.
Джена Джеймисън става първата порноактриса, увековечена с восъчна статуя в музея на Мадам Тюсо в Лас Вегас. Восъчната ѝ фигура е представена на 2 август 2006 г. Статуята е с реалните размери на тялото на Джеймисън и е сложена върху имитация на бяла кожа, като е облечена само с кожени бикини и е обута с розови обувки с високи токчета и прикрива гърдите си с ръце. Изобразени са и всички татуировки на Джена. Фигурата на порноактрисата е сложена точно до експоната на основателя и издателя на Плейбой Хю Хефнър.

## Мейнстрийм изяви
Участва във видеоклипа на песента „Without Me“ (2002) на рапъра Еминем.
Играе главна роля във филма „Стриптизьорки зомбита“ (2008 г.).
Джена има своя линия парфюми, наречена Heartbreaker by Jenna.
През 2015 г. участва в британската версия на реалити шоуто „Биг Брадър“ в изданието му за известни личности.

## Писател
Автобиографията на Джена Джеймисън „Как да правиш любов като порно звезда: предупредителна история“ (How to Make Love Like a Porn Star: A Cautionary Tale) е публикувана през 2004 г. Тя е написана в съавторство с Нийл Страус. Книгата става бестселър и е най-продаваната в продължение на шест седмици според класация на списание „Ню Йорк Таймс“. През ноември 2005 г. излиза първият ѝ превод, който е на немски език, и е наречен „Pornostar. Die Autobiographie“, а през януари 2006 г. е публикуван и превод на испански език – „Cómo Hacer El Amor Igual Que Una Estrella Porno“.
През 2008 г. е издадена втората книга на Джеймисън – Джена приказки: Нещо синьо (Jenna Tales: Something Blue), написана в съавторство с М. Катрин Оливър Смит.
През 2013 г. е публикуван еротичният роман „Захар“ (Sugar), написан в съавторство от Джена Джеймисън и Хоуп Тар.

## Личен живот
Имала е интимна връзка с рок изпълнителя Мерилин Менсън.
Била е омъжена за Брад Армстронг и Джей Гардена.
През 2004 г. Джена Джеймисън абортира след диагноза за меланома. По-късно прави и неуспешен опит да забременее инвитро.
През август 2008 г. Джеймисън обявява, че е бременна и през месец март 2009 г. в болницата в Нюпорт Бийч, щата Калифорния тя ражда близнаци – две момчета, които получават имената Джеси и Джърни. Баща на близнаците е приятелят ѝ, майсторът на смесени бойни изкуства и бивш шампион на Ultimate Fight Championship (UFC) Тито Ортиз, като двамата с Джена имат връзка от 2006 г.
Няколко пъти е задържана за различни нарушения на законите – за шофиране в нетрезво състояние и за нападение.

## Награди и номинации
Зали на славата
- 2006: AVN зала на славата.[30]
- 2006: Temptation зала на славата.[31]
- 2007: F.A.M.E. награда за любим изпълнител на всички времена.[32]
- 2007: NightMoves зала на славата.[33][34]

Носителка на индивидуални награди
- 1995: NightMoves награда за най-добра нова звезда (избор на феновете).[34]
- 1996: XRCO награда за звезда на годината.[35]
- 1996: Hot d'Or награда за най-добра американска звезда.[36]
- 1996: Hot d'Or награда за най-добра американска актриса.[36]
- 1996: NightMoves награда за най-добра актриса/жена изпълнител (избор на феновете).[34]
- 1997: Hot d'Or награда за най-добра американска актриса.[36]
- 1997: NightMoves награда за най-добра актриса/жена изпълнител (избор на феновете).[34]
- 1998: Hot d'Or награда за най-добра американска актриса.[36]
- 2002: CAVR награда за любима звезда на феновете.[37]
- 2004: Пентхаус любимец за месец януари.[38]
- 2005: AVN награда за най-добра актриса (филм) – за изпълнението на ролята ѝ във филма „Масажистката“.[39]
- 2006: AVN награда за най-добра поддържаща актриса (филм).[30]
- 2006: AVN награда за Crossover звезда на годината.[30]
- 2006: F.A.M.E. награда за любима актриса за възрастни.[40]
- 2006: F.A.M.E. награда за най-горещо тяло.[40]
- 2006: Temptation награда за най-добра актриса (филм) – за изпълнението на ролята ѝ във филма „Новият дявол в мис Джоунс“.[41]
- 2006: Temptation награда за съблазнителка.[41]
- 2007: AVN награда за Crossover звезда на годината.[42]

Носителка на награди за изпълнение на сцени във филми
- 2004: XRCO награда за най-добра сцена с две момичета – „Моите игри – Джена Джеймисън 2“ (с Кармен Лувана).[43]
- 2005: AVN награда за най-добра секс сцена само с момичета (филм) – съносителка със Савана Семсън за изпълнение на сцена във филма „Масажистката“.[39]
- 2005: AVN награда за най-добра секс сцена с двойка (филм) – съносителка с Джъстин Стърлинг за изпълнение на сцена във филма „Масажистката“.[39]
- 2006: AVN награда за най-добра секс сцена само с момичета (филм) – съносител със Савана Семсън.[30]
- 2006: Temptation награда за най-добра сцена само с момичета (филм) – съносителка със Савана Семсън за изпълнение на сцена във филма „Да умреш за“.[44]

Номинации за индивидуални награди
- 2001: Номинация за AVN награда за най-добра актриса (филм) – „В търсене на мечтите“.[45]
- 2004: Номинация за Venus награда за най-добра американска актриса.[46]
- 2005: Номинация за AVN награда за най-добра актриса (видео) – за изпълнението на ролята ѝ във филма „Бела обича Джена“.[47]
- 2005: Номинация за XRCO награда за най-добра актриса – „Масажистката“.[48]
- 2005: Номинация за XRCO награда за най-добра актриса – „Бела обича Джена“.[48]
- 2007: Финалистка за F.A.M.E. награда за любима жена звезда.[49]
- 2008: Номинация за AVN награда за най-добра актриса (видео).[50]
- 2009: Номинация за AVN награда за най-добра актриса – за изпълнението на ролята ѝ във филма „Изгаряне“.[51]

Номинации за награди за изпълнение на сцени
- 2004: Номинация за AVN награда за най-добра соло секс сцена.[52]
- 2008: Номинация за AVN награда за най-добра секс сцена само с момичета (видео) – заедно с Джъстин Джоли и Джанин Линдемулдър за изпълнение на сцена във видеото „Джанин обича Джена“.[50]